# No se lo digas a nadie
No se lo digas a nadie je peruánský hraný film z roku 1998, který režíroval Francisco José Lombardi podle stejnojmenného románu Jaime Baylyho z roku 1994.

## Děj
Příběh sleduje Joaquína od dětství do dospělosti. Joaquín pochází z bohaté rodiny žijící v Limě. Jeho otec má konzervativní názory na fungování společnosti a morálku a Joaquín před ním i před ostatními musí skrývat svoji homosexualitu. Jistou svobodu získá až poté, co se přestěhuje do Miami.

## Obsazení
| Santiago Magill   | Joaquín Camino              |
| Lucía Jiménez     | Alejandra                   |
| Christian Meier   | Gonzalo                     |
| Giovanni Ciccia   | Alfonso                     |
| Carme Elias       | Maricucha, Joaquínova matka |
| Hernán Romero     | Luis Felipe, Joaquínův otec |
| Carlos Fuentes    | Gerardo                     |
| Gianfranco Brero  | univerzitní profesor        |
| Vanessa Robbiano  | prostitut                   |
| Emilran Cossío    | Dioni                       |
| Alonso Alegría    | kněz                        |
| Gerardo Ruiz      | Jorge                       |
| Johnny Mendoza    | drogový dealer              |
| Javier Echevarría | univerzitní rektor          |